# Jacques-Yvan Morin
Pour les articles homonymes, voir Morin.
Jacques-Yvan Morin, né le 15 juillet 1931 à Québec et mort le 26 juillet 2023 à Montréal, est un universitaire, juriste et homme politique québécois. Membre du Parti québécois et parlementaire élu à l'Assemblée nationale de 1973 à 1984, il est chef de l'opposition de 1973 à 1976 et membre du gouvernement de René Lévesque de 1976 à 1984.

## Biographie
Après des études au Collège Stanislas et aux Universités McGill, de Montréal, de Cambridge et Harvard, il est admis au barreau du Québec en 1953 et exerce la profession d'avocat. En 1958, il est appelé à l'enseignement du droit international et du droit constitutionnel à l'Université de Montréal jusqu'en 1973, puis de nouveau de 1984 à 1996. Il est président de l'association des professeurs en 1967.
En 1952, il fonde la Revue de droit de McGill (Law Journal) et en est le premier rédacteur en chef. Il est directeur adjoint de l'Annuaire canadien de droit international de 1963 à 1973 et fonde la Revue québécoise de droit international en 1984.
Il est invité à enseigner à Paris, à Lyon, à Nice et à Toulon ainsi qu'à l'Institut européen des Hautes études internationales et à l'Université Senghor d'Alexandrie. En 1989, il est invité à donner des conférences au Collège de France. Il donne cours également à l'Académie de droit international de La Haye en 1995. Il est docteur honoris causa des Universités de Poitiers et du Mans.
Il est élu 1986 membre correspondant de l'Institut de France (Académie des Sciences morales et politiques), en 1987 membre titulaire de l'Institut de droit international et en 2003 élu membre associé de l'Académie des Sciences d'Outre-mer. Il a été membre du Haut Conseil de la Francophonie de 1985 à 1999.
De 1966 à 1969, à la demande de Rosaire Morin, il préside les États généraux du Canada français et adhère en 1970 au mouvement souverainiste québécois. Il devient président du Mouvement national des Québécois en 1971. Élu à l'Assemblée nationale en 1973, il devient chef de l'Opposition officielle jusqu'en 1976, alors que le Parti québécois est porté au pouvoir.
Membre du gouvernement René Lévesque, il y est nommé successivement ministre de l'Éducation (1976 à 1981), du Développement culturel et scientifique (1981-1982) et des Affaires intergouvernementales (1982 à 1984). Durant ces années, il occupe également le poste de vice-premier ministre du Québec.
Il retourne à l'enseignement en 1984 à l'Université de Montréal dont il devient professeur émérite en 1997. Il consacre désormais ses travaux à des ouvrages et articles portant sur les libertés fondamentales de la personne, le droit des peuples à disposer d'eux-mêmes et l'État de droit.
Il est l'époux de la musicologue Élisabeth Gallat-Morin, fille du consul de France Fernand Maurice Gallat.
Le fonds d’archives Jacques-Yvan Morin est conservé au centre d’archives de Québec de la Bibliothèque et Archives nationales du Québec. L'Université de Montréal possède également un fonds d'archives sur Jacques-Yvan Morin, surtourt concernant sa carrière à cette université.
Jacques-Yvan Morin meurt le 26 juillet 2023 à son domicile à l'âge de 92 ans,.

## Honneurs
- 1987 - Officier de la Légion d'honneur
- 1995 - Grand officier de l'ordre de la Pléiade
- 2000 - Prix Droits et Libertés de la Commission des droits de la personne du Québec
- 2001 - Grand officier de l'Ordre national du Québec (G.O.Q.)
- 2009 - Prix Louis-Joseph Papineau du Rassemblement pour un pays souverain
- 2011 - Prix René-Chaloult de l'Amicale des anciens parlementaires